# Biscarrosse
Biscarrosse is een gemeente in het Franse departement Landes (regio Nouvelle-Aquitaine). De gemeente telde 15.412 inwoners op 1 januari 2022. De plaats maakt deel uit van het arrondissement Mont-de-Marsan.
De economie van de gemeente is gericht op het toerisme: Biscarrosse-Plage ligt aan de Atlantische Oceaan en Biscarrosse-Lac aan het meer Lac de Biscarrosse-Cazaux-Sanguinet. Op het meer Lac de Biscarrosse-Parentis is een basis voor watervliegtuigen.

## Bezienswaardigheden
Het Château de Montbron dateert uit de 14e eeuw. Hier was een Engels garnizoen gelegerd. De kerk Saint Martin werd gebouwd in de 14e en 15e eeuw en was een versterkte kerk. Er is ook een Musée de l'Hydraviation gewijd aan de geschiedenis van watervliegtuigen.

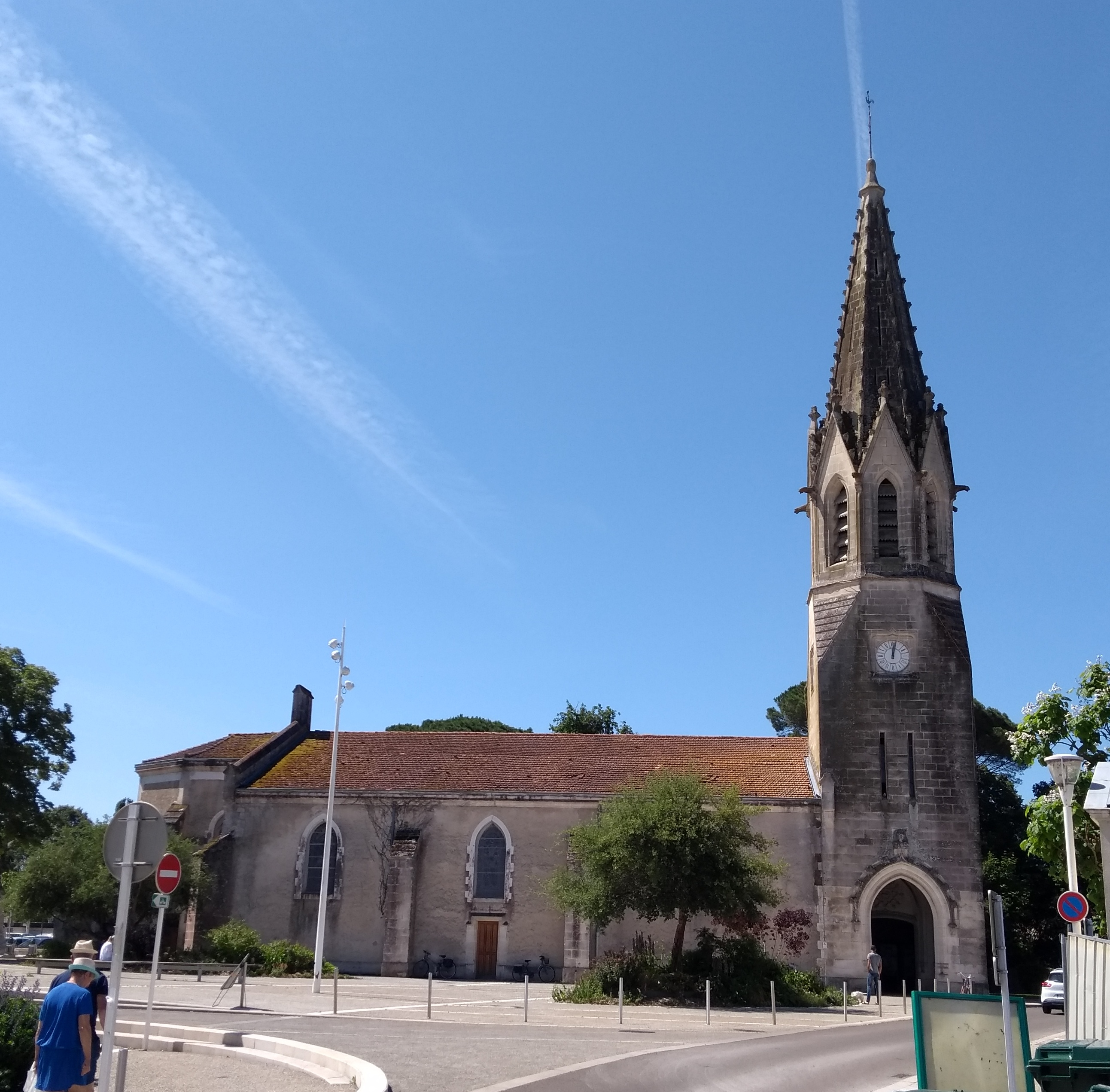
Kerk Saint-Martin
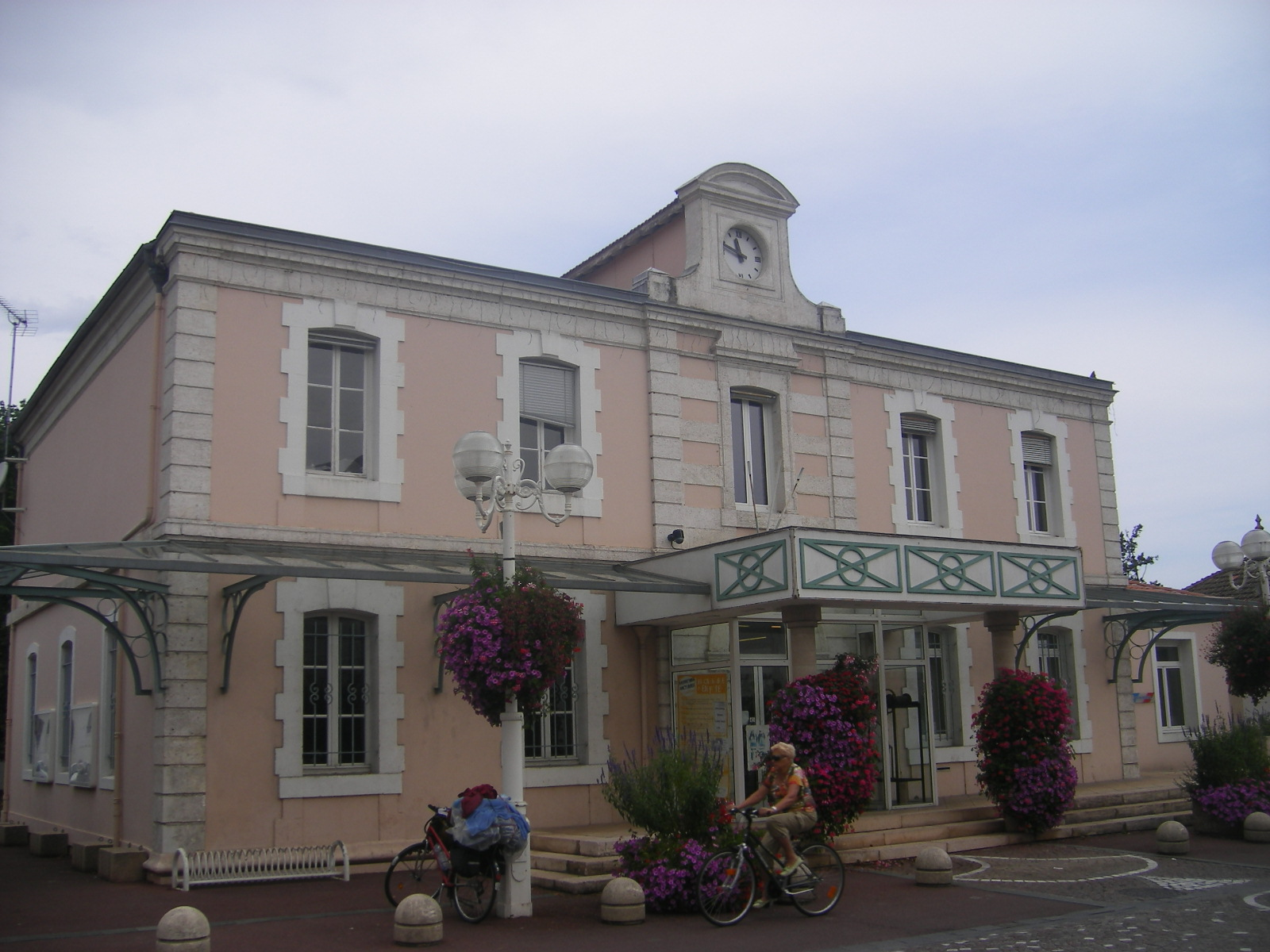
Gemeentehuis
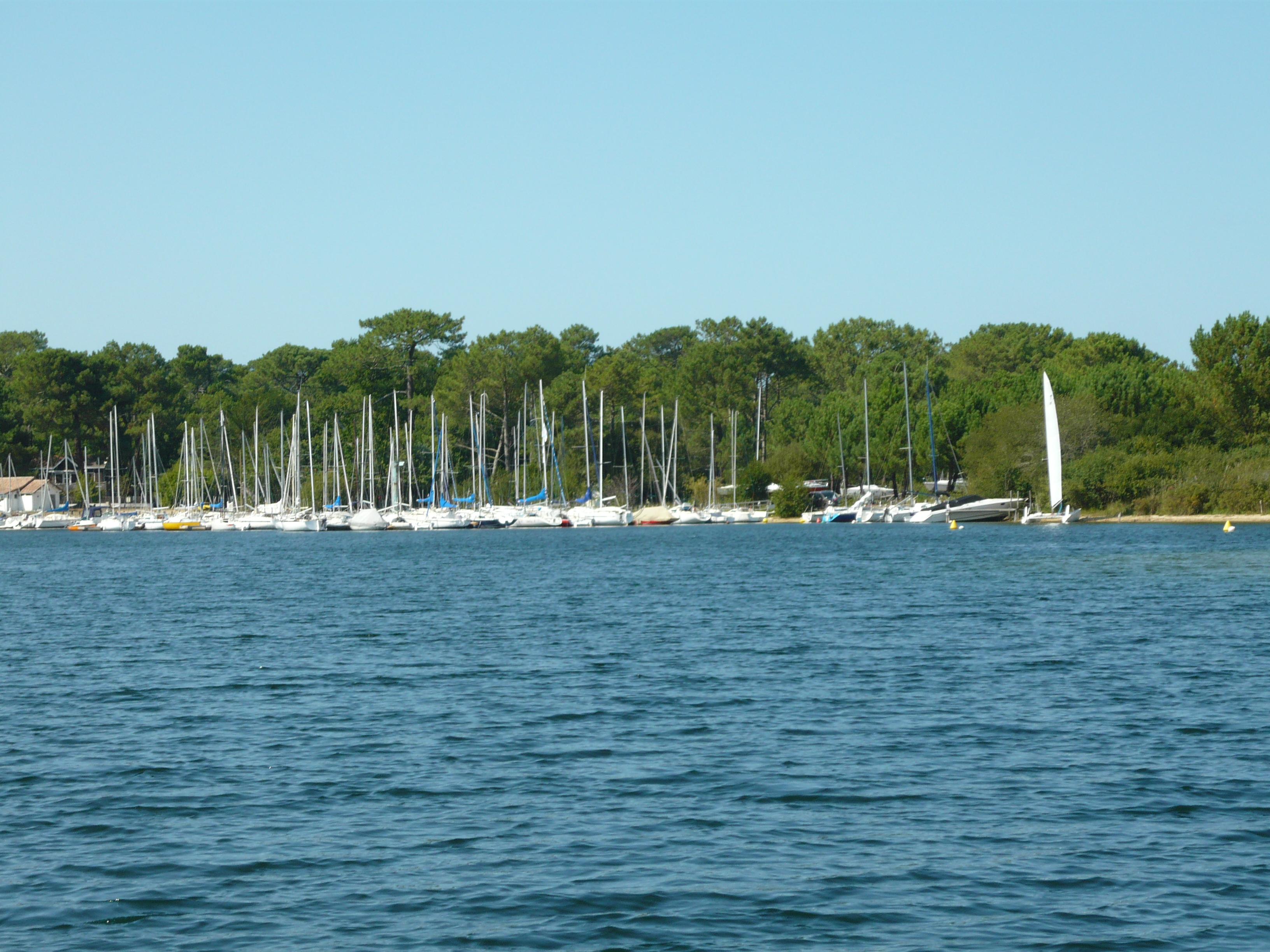
Lac de Biscarrosse-Parentis
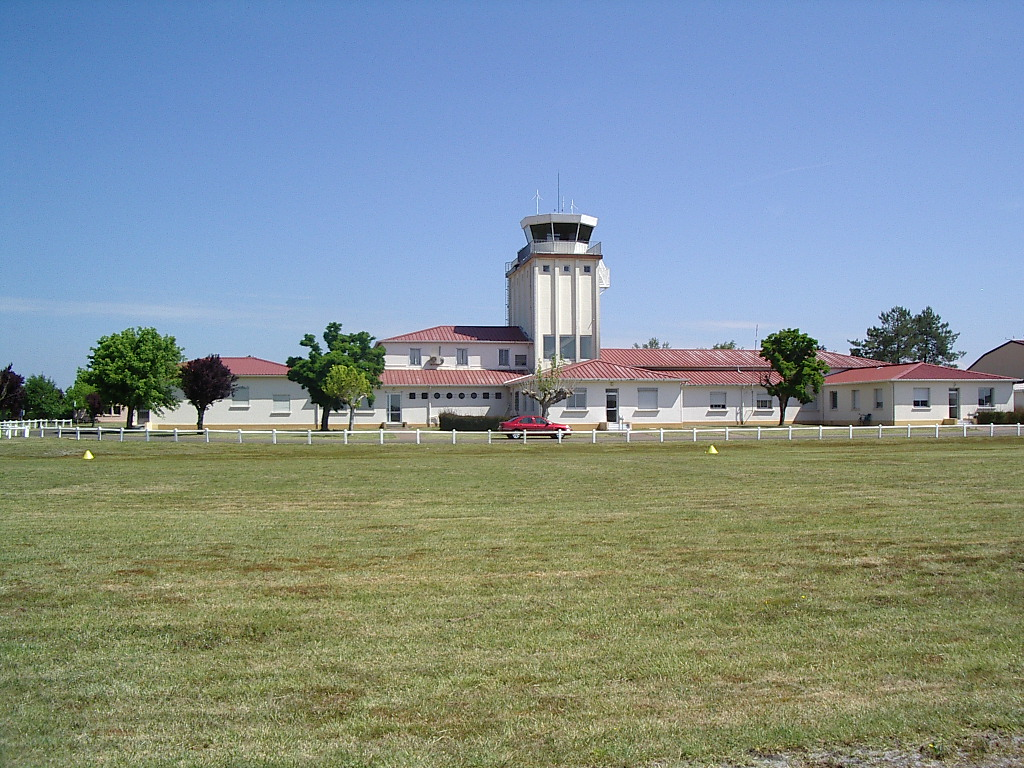
Luchthaven
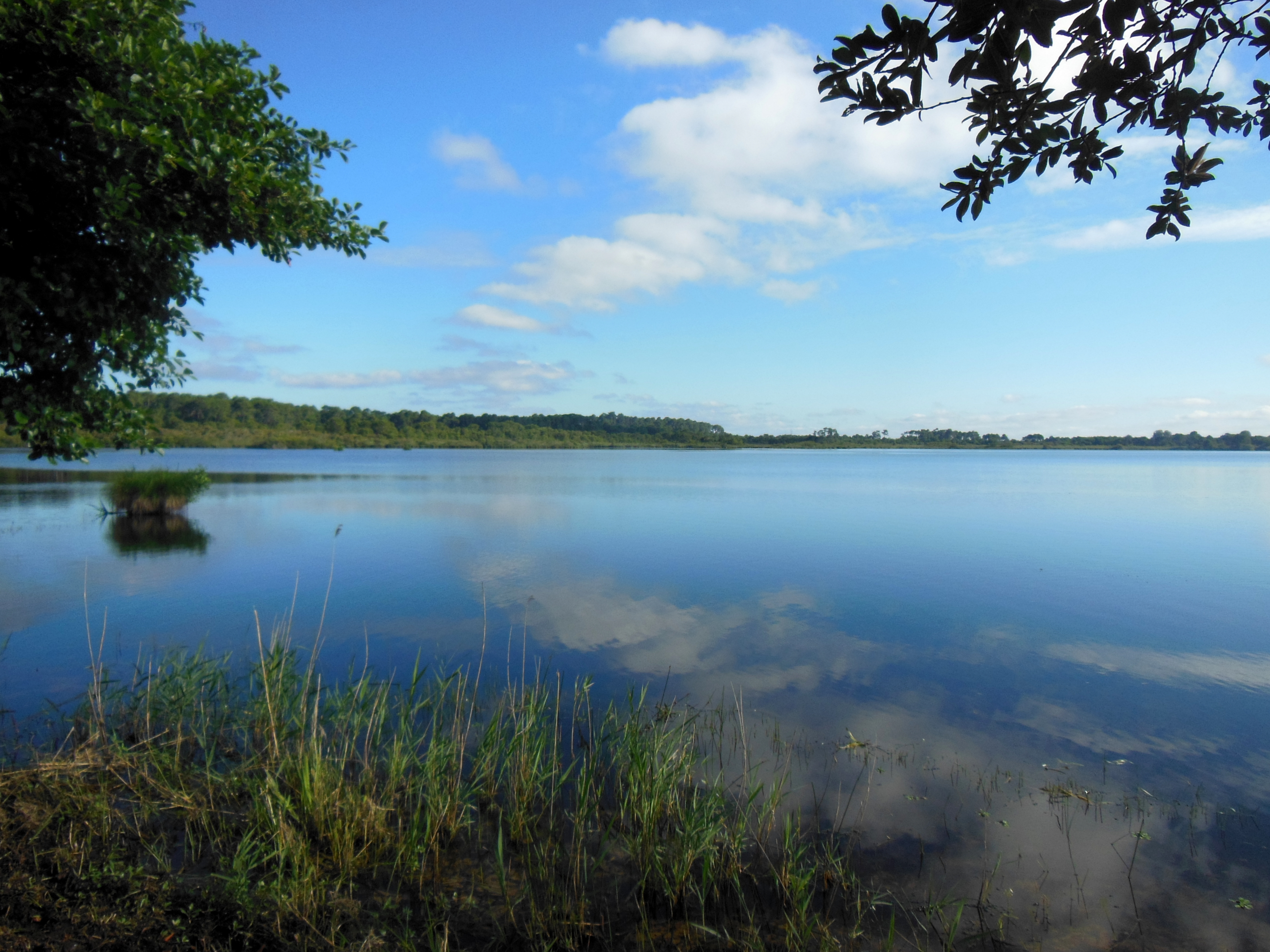
Petit Lac
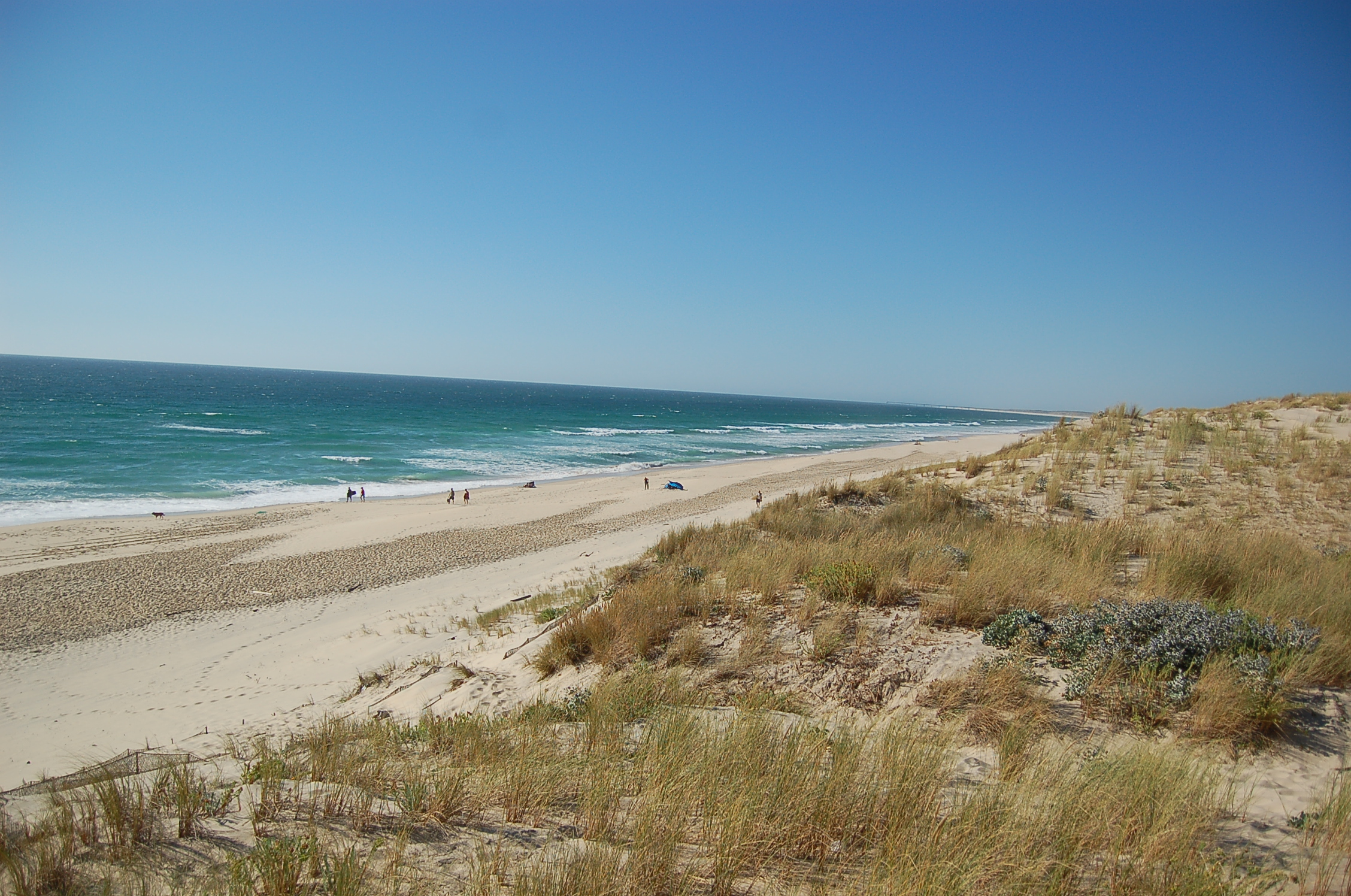
Strand
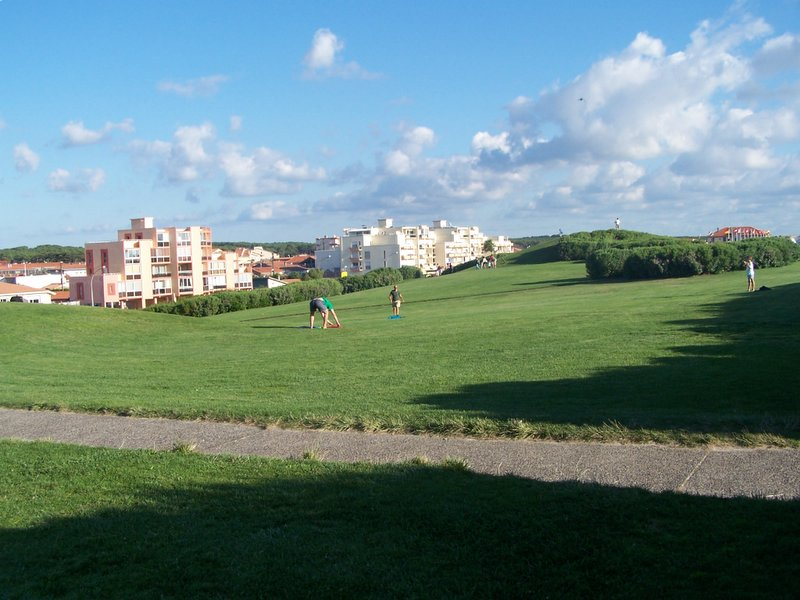
Biscarosse-Plage

## Geografie
De oppervlakte van Biscarrosse bedroeg op 1 januari 2022 160,48 vierkante kilometer; de bevolkingsdichtheid was toen 96 inwoners per km².
De gemeente heeft een kustlijn van vier km en telt 13.000 ha aan bossen en 3.200 ha wateroppervlak. In de gemeente liggen van noord naar zuid de volgende meren die onderling verbonden zijn met een kanaal: Lac de (Biscarrosse-)Cazaux-Sanguinet, Petit Lac en Lac de Biscarrosse-Parentis.
De onderstaande kaart toont de ligging van Biscarrosse met de belangrijkste infrastructuur en aangrenzende gemeenten.

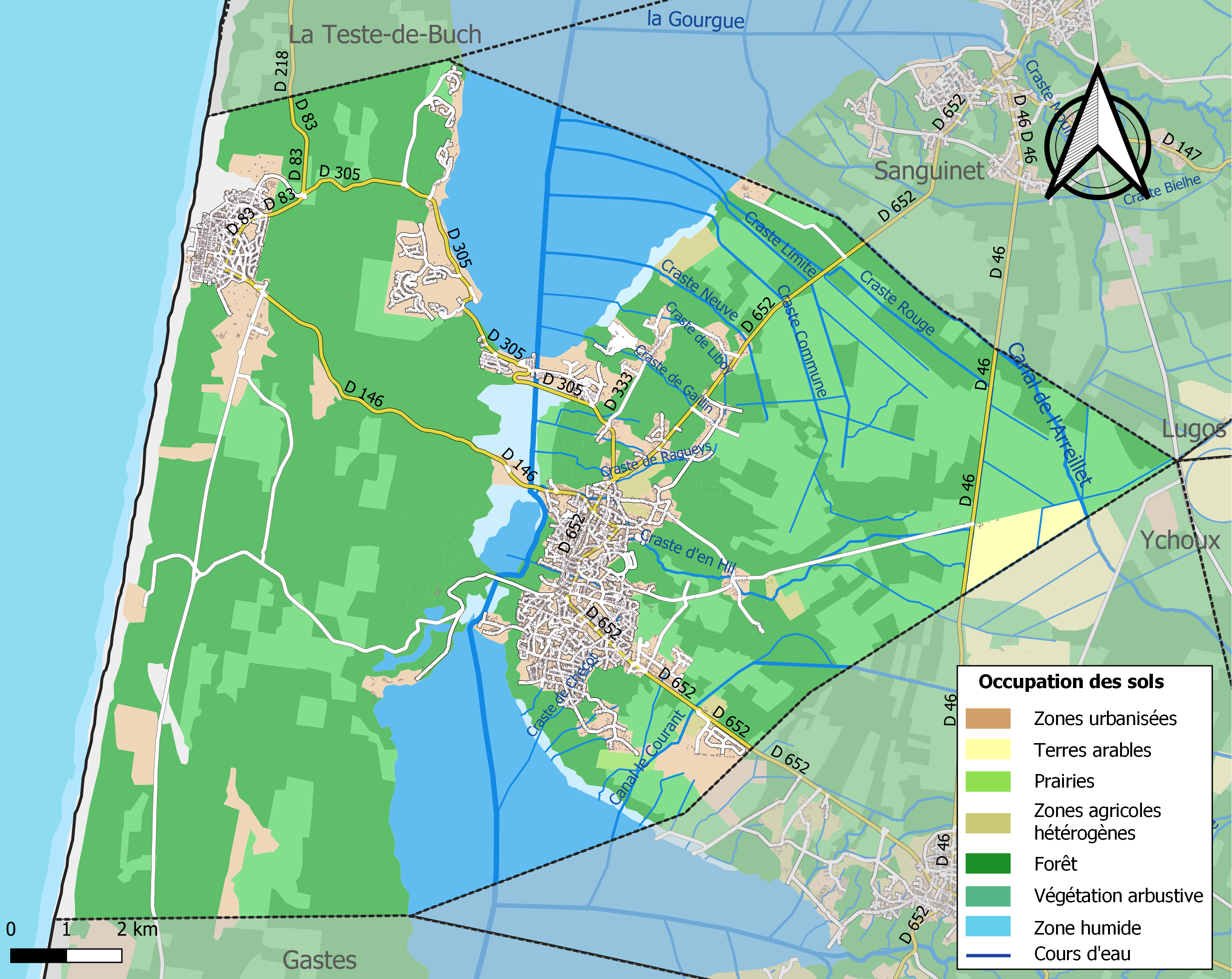

## Demografie
Onderstaande figuur toont het verloop van het inwonertal (bron: INSEE-tellingen).

## Geschiedenis
De plaats werd voor het eerst genoemd in de 12e eeuw. Toen was er al een klein kasteel. Dit werd later verbouwd in renaissancestijl. Tot 1900 leefden de inwoners vooral van de bosbouw, de visvangst en de veeteelt.
In 1930 opende Pierre-Georges Latécoère een basis voor watervliegtuigen op het Lac de Biscarrosse-Parentis. Hier werden de vliegtuigen die gebouwd waren in zijn fabriek in Toulouse geassembleerd en werden testvluchten uitgevoerd. Er kwamen ook post- en passagiersvluchten vanuit Biscarosse, onder andere naar New York en Rio de Janeiro. In 1962 kwam er ook een testcentrum voor raketten. Daarnaast ontwikkelde zich het toerisme.

## Geboren
- Virginie Arnold (1979), boogschutter